# Longridge
Longridge is een civil parish in het bestuurlijke gebied Ribble Valley, in het Engelse graafschap Lancashire. De plaats telt 7724 inwoners.